# آتشکده کرکویه
آتشکدهٔ کَرکویه سیستان یا آتشکدهٔ کرکوشاه (که با نام خرابه‌های یک معبد (کرکو) در فهرست آثار ملی ثبت شده‌است) بنای آتشکده‌ای مربوط به دورهٔ ساسانیان است که در سیستان در شهرستان هیرمند، در مرکز روستایی با همین نام واقع شده و این اثر در تاریخ ۱۵ دی ۱۳۱۰ با شمارهٔ ثبت ۱۱۹ به‌عنوان یکی از آثار ملی ایران به ثبت رسیده‌است.

## پیشینه

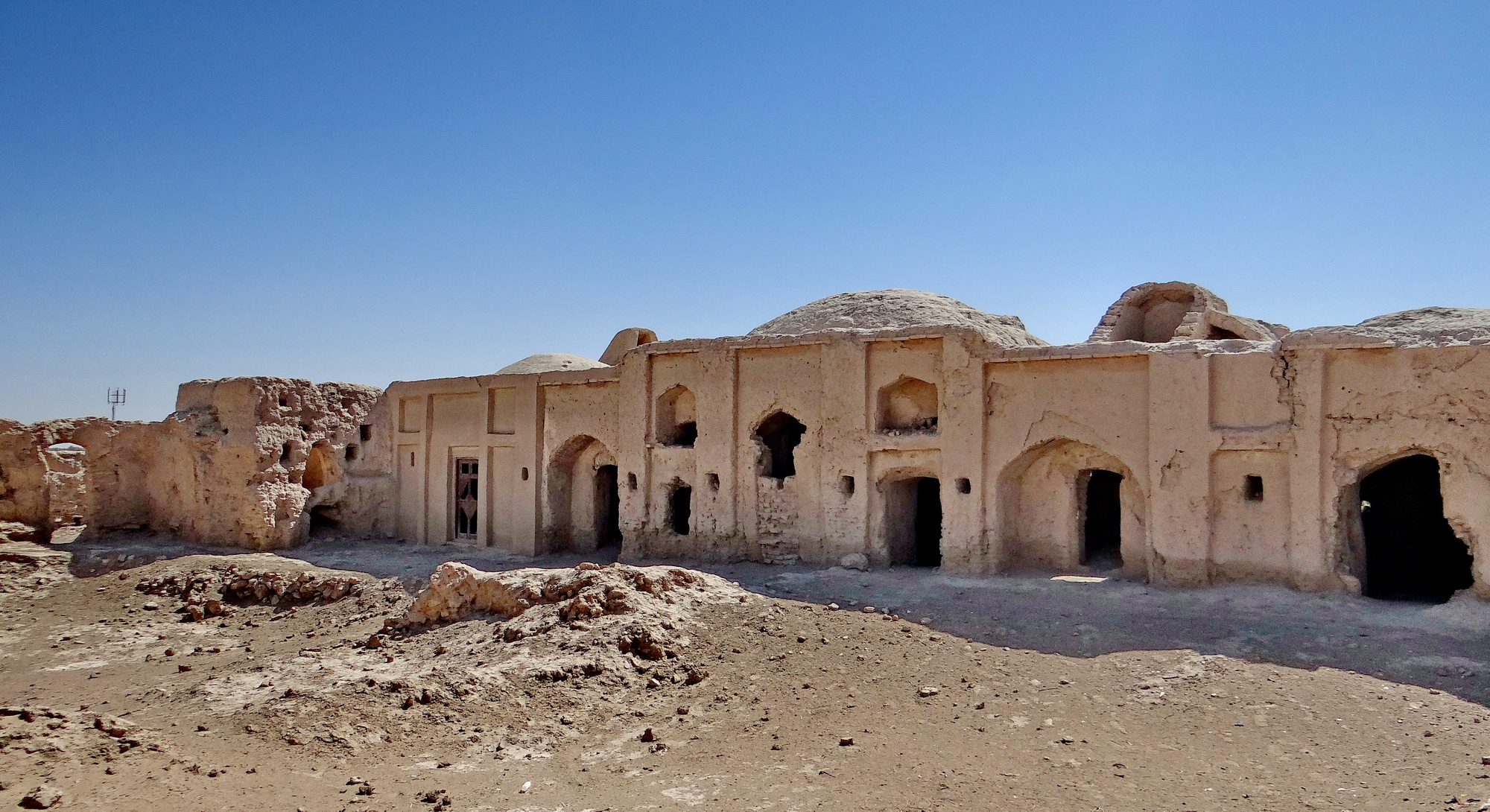
آنچه از بنای آتشکدهٔ کرکویه در سیستان باقی مانده.

دیرینگی آتشکدهٔ کرکویه را به زمان کیخسرو نسبت داده‌اند و بنا بر روایات کرکویه تا سدهٔ هفتم هجری آباد بوده‌است. کرکویه توسط نویسندگان دوران اسلامی توصیف شده‌است. از آن میان، استخری کرکویه را نخستین راهی می‌داند که سیستان را به هرات پیوند می‌هد و بر پایهٔ گفتهٔ وی، کرکویه در سه فرسنگی زرنگ واقع شده‌است.
یاقوت حموی نیز در مورد آتشکدهٔ کرکویه نوشته: شهری از سیستان بوده و آتشکده‌ای که نزد زرتشتیان محترم شمرده می‌شد در آنجا قرار داشت. این آتشکده تا سدهٔ ۷ هجری که قزوینی آن را وصف کرده‌است بسیار خرم و زیبا بوده‌است.
این بنا از آتشکده‌های مهم ایران بوده و موبدان آن نیز جایگاه ویژه‌ای را دارا بودند. به گونه‌ای که در تاریخ آمده فردوسی جهت نگارش شاهنامه و تحقیقات خود نزد موبد این آتشکده آمده‌است.

## نام
واژهٔ کار یا کر در زبان پارسی کهن به معنی مردم جنگاور و جنگجو است؛ بنابراین می‌توان گفت کرکویه به معنی کوی جنگاوران است.

## موقعیت جغرافیایی
این آتشکده از آثار تاریخی و قدیمی سیستان است و در دهستان دوست محمد شهرستان هیرمند قرار دارد. این آتشکده که آتشکدهٔ کرکوشاه نیز خوانده می‌شود، در کنار و چسبیده به روستای کریم کشته و در ۸ کیلومتری شهر دوست محمد و در میان زمین‌های باتلاقی سیستان و نزدیک مرز ایران با افغانستان جای گرفته‌است.
این بنا و همچنین آثار تخته‌پل در شهرستان هیرمند، در روستای کرکو و در کنار روستای کریم کشته قرار دارد. تخته‌پل، پل آجری بوده‌است که به نوشتهٔ استخری، راه زرنگ و هرات را به هم متصل می‌کرده‌است.

## معماری
کرکوشاه یا کرکویه برجامانده‌های یک آتشکده مربوط به دوران ساسانی است که شامل یک دیوار خشتی-چینه‌ای از یک برج دفاعی شهر باستانی است. این آثار شامل تعدادی از بناهای بزرگ و کوچک است. این بخش دارای تالاری به درازای ۱۱ متر و پهنای ۸٫۵ متر است. براساس توصیفات مورخان دوران اسلامی، این اثر تاریخی دارای دو قبهٔ بزرگ و بر هر قبه شاخی چون شاخ گاوی بزرگ ساخته بودند و آتشگاه در زیر آن دو قبه قرار داشت.
از دیگر مشخصه‌های معماری آن آجرهای بزرگ دوره ساسانی است. خانه‌های پیرامون آن مربوط به دورهٔ قاجاریان است و زیباترین آن‌ها اتاق گچبری می‌باشد.

## سرود کرکوی
سرود کَرْکُوی، سروده‌ای شش‌هجایی به فارسی است که در ورق‌های آغازین دستنوشته‌ای که با نام تاریخ سیستان شناخته می‌شود آمده، و به گمانی از قدیمی‌ترین نمونه‌های شعر فارسی به گویش سیستانی است.
نگارندهٔ ناشناس متن، سرود را زیر داستانی از پیدایش آتش کَرکُوی، و در توضیح باورهای زرتشتیان دربارهٔ آن آتش، به نقل از آن‌ها آورده. در بازگفت او از این داستان، افراسیاب شاه توران، در پیِ شکست از کیخسرو، به دژ بُنکوه در سیستان پناه می‌برد. در آنجا با جادوی خود، تاریکیِ فراگیری گرداگرد بارو پدیدمی‌آورد که کیخسرو از ورود به آن بازمی‌ماند. شاه، به نیایشگاهِ گَرشاسپ در سیستان می‌رود و جامهٔ نیایش به تن می‌کند. ایزد در پاسخ به نیایش او، روشنایی‌ای پدیدمی‌آورد که تاریکی در برابر آن ناچیز می‌شود. کیخسرو و رستم دژ را به آتش می‌کشند و افراسیاب می‌گریزد. نگارنده، آتشِ آتشگاه کرکویه را آن روشنایی می‌داند که پدیدار شد که (به گفتهٔ او) زرتشتیان آن را به گواهِ سرود کرکوی، «هوش گرشاسپ» می‌دانند.
متن تاریخ سیستان برای اولین بار به کوشش و تصحیح محمد تقی بهار (ملک الشعرا) از روی تنها نسخهٔ خطی شناخته شدهٔ آن درخرداد ماه ۱۳۱۴ منتشر شد. در بازنشر آن، سرود کرکوی بدون تغییر و به همراه خوانشی پیشنهادی بر وزن «تناتنن تن-تن» از مصحح آمده:
| نسخهٔ اصلی                                  | بازنشر | خوانش بهار | برگردان |
| ------------------------------------------ | --- | --- | ------- |
| تصویری از این دستنوشته تاکنون بازنشر نشده. | بیت فرخت بادا روش/ خُنیده گرشاسب هوش همی برست از جوش/ نوش کن می نوش دوست بداکوش/ بافرین نهاده گوش همیشه نیکی کوش/ دی گدشت و دوش شاها خدا یگانا، بافرین شاهی | - فُرُختهٌ باذا، روش/ خُنیذه گرشسپ، هوش همی پر است از، جوش/ انوش کن می، انوش. دوست بذا… آگوش/ به آفرین نه، گوش همیشه نیکی، کوش/ که دی گذشت و، دوش [الی آخر] |         |

به گفتهٔ بهار، در نسخهٔ خطی‌ای که او در دست داشته، رسم نگارش ذال معجم رعایت نشده بوده.